# Regīna Ezera
Regīna Ezera, pseudonimul Regīnei Šamreto (n. 20 decembrie 1930, Riga, Interwar Latvia⁠(d) – d. 11 iunie 2002, Ķegums, Ogre Municipality⁠(d), Letonia), a fost o autoare letonă de succes de origine poloneză care a scris mai mult de 20 de romane. 

## Biografie
Născută în Riga, Ezera era fiica unui dulgher și a unei asistente medicale. Ea a fost crescută într-o mică reședință în care locuia alături de bunica și mătușa ei. Familia sa de religie catolică era vorbitoare de limbă poloneză și nu a învățat letona până la șase ani când s-a înscris la școală. 
În 1944, familia sa a fost deportată în Germania, dar a revenit în Letonia în 1945. După absolvirea liceului, Ezera a studiat jurnalismul la Universitatea de Stat din Letonia, Riga, absolvind în 1955. În același an, povestea ei Pat īkšķis nelīdzēja (Chiar și degetul meu nu a ajutat) a fost publicată în jurnalul pentru copii Bērnība sub pseudonimul ei, Ezera. "Ezera" înseamnă "lac" în limba letonă și a ales acest pseudonim pentru a reflecta copilăria ei care uneori a fost lipsită de griji. În anii 1950 s-a căsătorit de două ori. Nici una dintre relații nu a avut succes și ea a devenit Regina Kindzule, mamă singură a trei fiice.  A lucrat pentru o perioadă ca jurnalist pentru ziarul Pionieris și pentru Bērnība, jurnalul copiilor. În 1961, ea a publicat prima sa carte de povestiri, Un ceļš vēl kūp (Drumul încă afumat), despre experiențele ei din timpul războiului.  În același an a terminat primul din numeroasele sale romane, Zem pavasara debesīm (Sub cerul de primăvară). A continuat să scrie romane, povestiri și eseuri pentru tot restul vieții. 
În anii 1970 a fost membru al Comitetului Partidului Comunist din Riga și în anii 1980 a continuat să-și reprezinte țara în Uniunea Scriitorilor Scriitorilor. În 1988 s-a alăturat mișcării emergente pentru a înființa un stat leton independent și acest lucru a fost realizat în 1990.  Deși i s-a acordat Ordinul celor Trei Stele în 1995, ea a suferit financiar ca urmare a sfârșitului comunismului.  S-a bucurat de susținere din partea statului pentru munca ei, dar sub noul regim ea nu a mai fost disponibilă și a trăit într-o stare de sărăcie până la sfârșitul vieții ei. 
Din 1978, Ezera a locuit în casa ei din Ķegums, Letonia. A murit acolo la 11 iunie 2002. A treia parte din ceea ce urma să fie o lucrare în patru părți denumită "Ființă", a fost publicată ca  "Ode tristeței" în anul care a urmat după moartea sa. 

## Lucrări scrise

##### Povestiri
- «Zilonis»
- «Un ceļš vēl kūp» (1961)
- «Daugavas stāsti» (1965)
- «Aiztek Gaujas ūdeņi, aiztek» (1968)
- «Saules atspulgs» (1969)
- «Grieze — trakais putns» (1970)
- «Nakts bez mēnesnīcas» (1971)
- «Pavasara pērkons» (1973)
- «Vasara bija tikai vienu dienu» (1974)
- «Cilvēkam vajag suni» (1975)
- «Baraviku laika dullums» (1978)
- «Slazds» (1979)
- «Princeses fenomens» (1985)
- «Pie klusiem ūdeņiem» (1987)

##### Romane
- «Zem pavasara debesīm» ("Sub cerul de primăvară") (1961)
- «Viņas bija trīs» (1963)
- «Dzilnas sila balāde» (1968)
- «Aka» (1972)
- «Zemdegas» (1977)
- «Mežābele» (1966)
- «Izlase» (1979)
- «Nostalģija» (1979)
- «Saulespuķes no pērnās vasaras» (1980)
- «Varmācība» (1982)
- «Nodevība» (1984)
- «Dzīvot uz savas zemes» (1984)
- «Virtuvē bez pavārgrāmatas» (1989)
- «Stāsti un noveles» (1990)
- «Visticamāk, ka ne…» (1993)
- «Zvaigžņu lietus» (1994)
- «Pūķa ola» (1995)
- «Visticamāk, ka jā…» (1996)
- «Mazliet patiesības. Nedaudz melu…» (1997)

##### Lucrări alese
- «Raksti, I» (2000)
- «Raksti, II» (2001)

## Vezi și
- Listă de scriitori letoni